# Пальмен, Эрнст Филип
Эрнст Филип Пальмен (фин. Ernst Philip Palmén; 22 апреля 1916 , Хельсинки — 1 апреля 1991, Хельсинки) — финский зоолог, ректор и канцлер Хельсинкского университета.

## Биография
Родился 22 апреля 1916 году в Хельсинки. В 1944 году Пальмен окончил Хельсинкский университет. В 1945 году защитил диссертацию доктора философии, посвященную распространению насекомых с помощью ветра и воды. В 1946 году стал доцентом, а в 1955 — профессором зоологии и возглавил зоологический музей. Вскоре он был избран деканом факультета математики и естественных наук, десять лет спустя — первым проректором, затем c 1973 по 1978 был ректором и, а 1978 по 1983 году занимал должность канцлера университета. Умер 1 апреля 1991 года.

## Научная деятельность
Занимался систематикой и экологией насекомых, многоножек, ракообразных. С 1964 по 1978 годы был главным редактором журнала Annales zoologici fennici. По его инициативе был создан Зоологического музей в Хельсинки.

## Публикации
- Franz, H., and Palmen E. Beitrag zur kenntnis der untergattung Goniomena Kirby der Gattung Phytodecta (Col., Chrysomelidae) (нем.) // Suom. Hyoteistiet. Aikak.. — 1950. — Bd. 16. — S. 14-18.
- Palmén E. Periodic emergence in some North European chironomids: With 1 figure in the text (нем.) // SIL Proceedings, 1922-2010. — 1958. — Bd. 13, H. 2. — S. 817–822. — ISSN 0368-0770. — doi:10.1080/03680770.1956.11895471.
- Olander R., Palmén E. Taxonomy, ecology and behaviour of the northern Baltic Clunio marinus Halid. (Dipt., Chironomidae) (англ.) // Annales Zoologici Fennici.. — 1968. — Vol. 5, iss. 1. — P. 97-110. — JSTOR 23731451. Архивировано 31 октября 2020 года.